# Пошевино
Пошевино — деревня в Любимском районе Ярославской области.
С точки зрения административно-территориального устройства входит в состав Воскресенского сельского округа>. С точки зрения муниципального устройства входит в состав Воскресенского сельского поселения.

## География
Расстояние до центра сельского поселения Гузыцина — 14 км, до райцентра Любима — 11 км, до облцентра Ярославля — 93 км. . Высота над уровнем моря — 130 м.

### Климат
Климат характеризуется как умеренно-континентальный с умеренно-тёплым влажным летом, умеренно-холодной зимой и ярко выраженными сезонами весны и осени. Среднегодовая температура воздуха — +3,2°С. Средняя температура самого тёплого месяца — июля — +18,2°С. Абсолютный максимум температуры — +34°С. Средняя температура самого холодного месяца — января — 11,7°С. Абсолютный минимум температуры — −35°С.

### Часовой пояс
Деревня Пошевино, как и вся Ярославская область, находится в часовой зоне МСК (московское время). Смещение применяемого времени относительно UTC составляет +3:00.

## История
В 1701—1702 году было вотчиной вологодского Павлова Обнорского монастыря. До отмены крепостного права принадлежало различного рода помещикам. В 1859 году в относившемся ко 1-му стану Любимского уезда Пошевине в 16 дворах проживало 37 мужчин и 44 женщины, в 1861 году деревне Пошевино Троицкого прихода в 20 домах проживало 37 мужчин и 48 женщин. В 1930-х годах в деревне временно проживал архимандрит Никон (Чулков). В 1935 году в деревне работал колхоз «Красный пахарь». В годы Великой Отечественной войны в Пошевине была сформирована строительно-понтонная часть Глазкова П. М., участвовавшая в Сталинградской битве.

## Население
| 2007 | 2010 |
| ---- | ---- |
| 11   | ↗12  |